# David Calatayud
Calatayud  Asensio est un nom espagnol. Le premier nom de famille, en général paternel, est Calatayud ; le second, en général maternel, souvent omis, est Asensio.
David Calatayud Asensio, né le 10 octobre 1983 à El Siscar  (Santomera) en Región de Murcie, est un coureur cycliste espagnol.

## Biographie
En début d'année 2009, il devient champion d'Espagne du kilomètre sur piste.

## Palmarès sur route

### Par année
- 2006
  - 2e étape du Gran Premi Vila-real
- 2008
  - Carrera del Pavo
  - 2e de la Clásica Ciudad de Torredonjimeno
- 2009
  - Trofeu Joan Escolà
  - 1re étape du Tour de Carthagène
  - 3e du Trophée Guerrita
  - 3e de la Cursa Ciclista del Llobregat
- 2010
  - Gran Premio Primavera de Ontur
  - 2e du Trofeu Joan Escolà
  - 2e de la Volta del Llagostí

### Classements mondiaux
| Année           | 2007   | 2008 | 2009   |
| --------------- | ------ | ---- | ------ |
| UCI Europe Tour | 1 351e |      | 1 079e |

## Palmarès sur piste

### Championnats d'Espagne
- 2006
  - 2e du championnat d'Espagne du kilomètre
  - 2e du championnat d'Espagne de poursuite par équipes
- 2007
  - 2e du championnat d'Espagne du kilomètre
- 2009
  -  Champion d'Espagne du kilomètre
  - 2e du championnat d'Espagne de poursuite par équipes